# Discographie de Chris Brown
La discographie du chanteur de RnB américain, Chris Brown, est constituée de 5 albums et de 4 mixtapes. Il a enregistré 58 singles dont 33 en tant que featuring artist. Son premier album, Chris Brown est sortie en 2005, et s'est classé numéro deux au Billboard 200 et classé dans le top dix de plusieurs charts d'autres pays. Il est certifié double platinum aux États-Unis, Or en Australie, au Canada et au Royaume-Uni. Le principal single Run It! en featuring avec le rappeur américain Juelz Santana s'est classé numéro un du Billboard Hot 100, et y a passé un mois. Internationalement, le titre s'est placé dans plusieurs top dix de chart. Ce premier album inclut aussi Yo (Excuse Me Miss) et Say Goodbye qui se sont classés au top dix également, et Gimme That qui s'est placé dans le top cinq, dans lequel il est en featuring avec Lil Wayne. L'album contient un autre single, Poppin' . En 2006, Brown participe au single Shortie Like Mine de Bow Wow, qui s'est placé dans le top dix aux États-Unis et en Nouvelle-Zélande.
Brown sort son deuxième album, Exclusive, en 2007. Il suit les pas de son album précédent, se classant dans le top dix de plusieurs pays. Exclusive a été certifié double platinum aux États-Unis et en Australie, et platinum au Royaume-Uni. L'album contient les hits Kiss Kiss en featuring avec T-Pain, With You et Forever. L'album contient en plus des titres qui ont accédé au top cinq du US R'n'B Single comme Take You Down ou Superhuman, où il est en featuring avec Keri Hilson, classés au top trente de plusieurs pays. Le single Wall to Wall a aussi été publié. Pendant l'époque Exclusive, Brown a enregistré une chanson de Noël, intitulé This Christmas, pour le film 2007 portant le même nom. En 2008, il apparaît dans plusieurs collaborations, comme No Air, en duo avec Jordin Sparks, et Shawty Get Loose avec Lil Mama et T-Pain. Dreamer, single pour la AT&T Team USA OST soundtrack, s'est classé dans le top vingt aux États-Unis.

## Mixtapes
- 2010 : In My Zone (Rhythm et Streets)
- 2010 : Fan of a Fan - Chris Brown et Tyga
- 2010 : In My Zone 2
- 2011 : Boy In Detention
- 2013 : X Files
- 2015 : Before The Party
- 2016 : Before The Trap: Nights in Tarzana (avec OHB)
- 2020 :  Slime and B - Chris Brown et Young Thug

## Album
- 2005 : Chris Brown
- 2007 : Exclusive
- 2009 : Graffiti
- 2011 : F.A.M.E.
- 2012 : Fortune
- 2014 : X
- 2015 : Fan of a Fan: The Album
- 2015 : Royalty
- 2017 : Heartbreak On A Full Moon
- 2019 : Indigo
- 2022 : Breezy
- 2023 : 11:11

## Singles
- 2005 : Run It! (feat. Juelz Santana)
- 2005 : Yo (Excuse Me Miss)
- 2006 : Gimme That (feat. Lil Wayne)
- 2006 : Say Goodbye
- 2007 : Wall To Wall
- 2007 : Kiss Kiss (feat. T-Pain)
- 2008 : With You
- 2008 : Take You Down
- 2008 : Forever
- 2008 : Superhuman (feat. Keri Hilson)
- 2009 : I Can Transform Ya (feat. Lil Wayne et Swizz Beatz)
- 2009 : Crawl
- 2010 : Deuces (feat. Tyga et Kevin McCall)
- 2010 : No Bullshit
- 2010 : Yeah 3x
- 2011 : Look At Me Now (feat. Lil Wayne et Busta Rhymes) (Prod. Afrojack et Diplo)
- 2011 : Beautiful People (feat. Benny Benassi)
- 2011 : She Ain't You
- 2011 : Next 2 You (feat. Justin Bieber)
- 2011 : Wet The Bed (feat. Ludacris)
- 2011 : Strip (feat. Kevin McCall)
- 2012 : Turn Up the Music
- 2012 : Sweet Love
- 2012 : Till I Die (feat. Big Sean et Wiz Khalifa)
- 2012 : Don't Wake Me Up
- 2012 : Don't Judge Me
- 2013 : Fine China
- 2013 : Don't Think They Know (feat. Aaliyah)
- 2013 : Love More (feat. Nicki Minaj)
- 2013 : Loyal (feat. Lil Wayne et Tyga)
- 2014 : New Flame (feat. Usher et Rick Ross)
- 2015 : Ayo (feat. Tyga)
- 2015 : Bitches N Marijuana (feat. Tyga)
- 2015 : Five More Hours (feat. Deorro)
- 2015 : Liquor
- 2015 : Zero
- 2015 : Back To Sleep
- 2015 : Fine by Me
- 2016 : Grass Ain't Greener
- 2016 : Party (feat. Usher et Gucci Mane)
- 2017 : Privacy
- 2017 : Pills & Automobiles (feat. Yo Gotti, A Boogie wit da Hoodie et Kodak Black
- 2017 : Questions
- 2018 : Tempo
- 2018 : Stranger Things (feat. Joyner Lucas)
- 2018 : I Don't Die (feat. Joyner Lucas)
- 2019 : Undecided
- 2019 : Back to Love
- 2019 : Wobble Up (feat. Nicki Minaj et G-Eazy)
- 2019 : No Guidance (feat. Drake)
- 2019 : Heat (feat. Gunna)
- 2019 : Don't Check on Me (feat. Justin Bieber et Ink)

## Collaborations
- 2006 : Shorty Like Mine (Lil Bow Wow feat. Chris Brown)
- 2007 : Cinderella (Umbrella Remix) (Rihanna feat. Chris Brown et Jay-Z)
- 2007 : Feel The Steam (Elephant Man feat. Chris Brown)
- 2007 : Speedin (Rick Ross feat. Chris Brown et R. Kelly)
- 2007 : No Air (Jordin Sparks feat. Chris Brown)
- 2008 : Shawty Get Loose (Lil Mama feat. T-Pain et Chris Brown)
- 2008 : Slam (Lil Bow Wow et Omarion feat. Chris Brown)
- 2008 : Get Like Me (David Banner feat. Yung Joc, Chris Brown et Jim Jones)
- 2008 : What Them Girls Like (Ludacris feat. Chris Brown et Sean Garett)
- 2008 : I Love You  (Ester Dean feat. Chris Brown)
- 2008 : Nice (The Game feat. Chris Brown)
- 2008 : Make the world go round (Nas feat. Chris Brown et The Game)
- 2008 : Freeze (T-Pain feat. Chris Brown)
- 2008 : Bad Girl (Rihanna feat. Chris Brown)
- 2008 : Turntables (Ciara feat. Chris Brown)
- 2009 : Better On The Other Side (Tribute to MJ) (The Game feat. Chris Brown, Diddy et Boys II Men)
- 2009 : Stronger (Mary J. Blige feat. Chris Brown)
- 2009 : Save Me (David Banner feat. Chris Brown)
- 2009 : Drop It Low (Ester Dean feat. Chris Brown)
- 2009 : Back to the crib (Juelz Santana feat. Chris Brown)
- 2010 : Holla at me (Tyga feat. Chris Brown)
- 2010 : G-Shit (Tyga feat. Chris Brown)
- 2010 : Make A Movie (Twista feat. Chris Brown)
- 2010 : Get Back Up (T.I feat. Chris Brown)
- 2010 : Ain’t Thinking Bout You (Bow Wow feat. Chris Brown)
- 2010 : Green Goblin (Jae Millz feat. Chris Brown)
- 2011 : One Night Stand (Keri Hilson feat. Chris Brown)
- 2011 : Yesterday (P.Diddy feat. Chris Brown)
- 2011 : I Know (P.Diddy feat. Chris Brown et Wiz Khailfa)
- 2011 : Long Gone (Nelly feat. Chris Brown)
- 2011 : Champion (Chipmunk feat. Chris Brown)
- 2011 : My Last (Big Sean feat. Chris Brown)
- 2011 : Don't Play Wit It (Lonny Bereal feat. Chris Brown et Busta Rhymes)
- 2011 : Best Love Song (T-Pain feat. Chris Brown)
- 2011 : Snapback Back (Tyga feat. Chris Brown)
- 2011 : Better With The Lights Off (New Boyz feat. Chris Brown)
- 2011 : Next 2 You (Justin Bieber feat. Chris Brown)
- 2011 : Pot Of Gold (The Game feat. Chris Brown)
- 2011 : Body 2 Body (Ace Hood feat. Chris Brown)
- 2011 : International Love (Pitbull feat. Chris Brown)
- 2011 : Another Round (Fat Joe feat. Chris Brown)
- 2012 : Birthday Cake (Remix) (Rihanna feat. Chris Brown)
- 2012 : Turn Up The Music (Remix) (Rihanna feat. Chris Brown)
- 2012 : Till I Die (Chris Brown feat. Wiz Khalifa et Big Sean)
- 2012 : Right By My Side (Nicki Minaj feat. Chris Brown)
- 2012 : Put It Down (Brandy feat. Chris Brown)
- 2012 : Take It To The Head (DJ Khaled feat. Chris Brown, Rick Ross, Nicki Minaj et Lil Wayne)
- 2012 : Amazing (David Banner feat. Chris  Brown)
- 2012 : Yamaha Mamma (Drake feat. Chris Brown)
- 2012 : I Can Only Imagine (David Guetta feat. Chris Brown)
- 2012 : Algo me Gusta de Ti (Wisin y Yandel feat. Chris Brown et T-Pain)
- 2012 : Celebration (Game feat. Wiz Khalifa, Tyga et Lil Wayne)
- 2012 : Everyday Birthday (Swizz Beatz feat. Chris Brown et Ludacris)
- 2013 : Ready (Fabolous feat. Chris Brown)
- 2013 : That Nigga (Kid Red feat. Chris Brown)
- 2013 : Nobody's Business (Rihanna feat. Chris Brown)
- 2013 : Let's Go (Will.I.Am feat. Chris Brown)
- 2013 : F*** For the road (Tyga feat. Chris Brown)
- 2013 : Beat it (Sean Kingston feat. Chris Brown et Wiz Khalifa)
- 2013 : Remedy (Snoop Lion feat. Chris Brown, Busta Rhymes)
- 2013 : Dancin Dirty (Ludacris feat. Chris Brown)
- 2013 : Mad Fo (Ludacris feat. Chris Brown, Meek Mill, Swizz Beatz, Pusha T)
- 2013 : Won't Turn It Down (Jacquees feat. Chris Brown)
- 2013 : Sweet Serenade (Pusha T feat. Chris Brown)
- 2013 : It Won't Stop Sevyn Streeter feat. Chris Brown)
- 2013 : I Luv This Shit Remix (August Alsina feat. Chris Brown, Trey Songz)
- 2013 : Show Me (Kid Ink feat. Chris Brown)
- 2013 : Main Chick (Kid Ink feat. Chris Brown)
- 2014 : Episode (E-40 feat. T.I et Chris Brown)
- 2014 : Talkin' Bout (Juicy J feat. Wiz Khalifa et Chris Brown)
- 2014 : Memory (Asher Monroe feat. Chris Brown)
- 2014 : Put on my niggas (The Menace feat. Chris Brown)
- 2014 : Hold You Down (DJ Khaled feat. Chris Brown, August Alsina, Future et Jeremih)
- 2015 : Fuck Yo Feelings (The Game feat. Chris Brown, Lil Wayne)
- 2015 : Post To Be (Omarion feat. Chris Brown, Jhene Aiko)
- 2015 : Fun (Pitbull feat. Chris Brown)
- 2015 : You Changed Me (Jamie Foxx feat. Chris Brown)
- 2015 : Do It Again (Pia Mia feat. Chris Brown, Tyga)
- 2015 : All Eyes On You (Meek Mill feat. Chris Brown, Nicki Minaj)
- 2015 : Body On Me (Rita Ora feat. Chris Brown)
- 2015 : Moses (French Montana feat. Chris Brown, Migos)
- 2015 : Gold Slugs (Dj Khaled feat. Chris Brown, August Alsina, Fetty Wap)
- 2015 : Sorry (Rick Ross feat. Chris Brown)
- 2017 : Perfect (Dave East feat. Chris Brown)
- 2017 : Always (A1 feat. Chris Brown, Ty Dolla $ign)
- 2017 : Post & Delete (Zoey Dollaz feat. Chris Brown)
- 2017 : Either Way (K. Michelle feat. Chris Brown)
- 2017 : Left, Right (Casanova feat. Chris Brown, Fabolous)
- 2018 : Melanin Magic (Remy Ma feat. Chris Brown)
- 2018 : Love You Better (King Combs feat. Chris Brown)
- 2018 : Freaky Friday (Lil Dicky feat. Chris Brown)
- 2018 : Date Night (Same Time) (Kirko Bangz feat. Chris Brown)
- 2018 : Attention (Fat Joe feat. Chris Brown, Dre)
- 2018 : Overdose (Agnez Mo feat. Chris Brown)
- 2018 : Fairytale (Skye feat. Chris Brown)
- 2018 : Buss It (Sage The Gemini feat. Chris Brown)
- 2018 : Flight to Memphis (Smooky MarGielaa feat. Chris Brown, Juicy J, A$AP Rocky)
- 2019 : Must Be (Rockie Fresh feat. Chris Brown)
- 2019 : Chi Chi (Trey Songz feat. Chris Brown)
- 2019 : Type a Way (Eric Bellinger feat. Chris Brown, OG Parker)
- 2019 : G Walk (Lil Mosey feat. Chris Brown)
- 2019 : Easy (Remix) (DaniLeigh feat. Chris Brown)
- 2019 : Haute (Tyga feat. Chris Brown, J Balvin)
- 2019 : Blow My Mind (Davido feat. Chris Brown)
- 2021 : Goodbye (No Limit feat. Dadju, Chris Brown, Skread)

## DVD
- 2006 : Chris Brown’s Journey
- 2007 : Stomp The Yard
- 2007 : This Christmas
- 2008 : Forever Edition
- 2010 : Takers
- 2012 : Think like a man
- 2013 : Battle Of The Year